# Romeo Santos
Anthony Santos (Bronx, Nova Iorque, 21 de julho de 1981), conhecido profissionalmente como Romeo Santos, é um cantor dominicano-estadunidense, ator, compositor, produtor musical e ex-vocalista do grupo Aventura (feito com seus primos Santos), é considerado por muitos na América o Rei da Bachata.
Como membro do grupo Aventura, Romeo foi uma figura-chave na popularização da bachata, com sucessos que chegaram ao topo das paradas da Billboard Latin e no topo das paradas da Europa. Em 2002, a música do grupo "Obsesión" ficou em primeiro lugar na Itália por dezesseis semanas consecutivas. 
Após o término do grupo Aventura em 2011, Romeo embarcou em uma carreira solo lançando cinco álbuns de estúdio: Fórmula, vol. 1 (2011), Fórmula, vol. 2 (2014), Golden (2017), Utopía (2019) e Fórmula, vol. 3 (2022).

## Biografia
Romeo Santos nasceu e foi criado no Bronx, Nova Iorque. Teve uma educação humilde, seu pai trabalhava com construção e sua mãe ficava em casa cuidando da família.
Ao contrário das outras crianças, que passavam o dia nas quadras de basquetebol, Romeo optou por ficar em casa, escrevendo suas primeiras músicas, inspirado em alguns ícones da bachata, como, Antony "El Mayimbe" Santos, Blás Durán, Camilo Sesto, Rocío Dúrcal, Juan Gabriel, Manuel Alejandro e Juan Luis Guerra.
No início da década de 1990 entrou para o coro da igreja com seu primo Henry Santos. Pouco depois, se juntou com Lenny Santos e Max Santos formando o grupo "Los Tinellers", lançando o álbum Trampa de Amor. Após o lançamento deste álbum, considerado por ele próprio um fracasso, decidiram mudar o nome do grupo para Aventura.

### 1995–2011:Grupo Aventura
Ver artigo principal: Grupo Aventura
O grupo lançou 5 álbuns de estúdio: Generation Next (2000), We Broke the Rules (2002), Love & Hate (2003), God's Project (2005) e The Last (2009).
Desde o início, Romeo escreveu e produziu (em colaboração com Lenny) as músicas do grupo Aventura. Alguns dos maiores sucessos são "Obsesión", "Cuando Volverás", "Un Beso", "Amor de Madre", "Los Infieles", "El Perdedor", "Mi Corazoncito", "Por Un Segundo", "Dile Al Amor", essas canções foram importantíssimas para o grupo alcançar o estrelato.
O sucesso da música "Obsesión" faz Romeo (compositor da música), vencer o Prêmio ASCAP na categoria de música tropical. Também recebeu o Billboard Award como compositor do ano.
O grupo não só se limitou a tocar bachata, mas também misturou com ritmos modernos como reggaeton, hip-hop e R&B.
Seu nome artístico se deve a uma menção que fez à Romeu em um trecho da música Todavia Me Amas do álbum We Broke the Rules.
Em 2009, foram à Casa Branca para cantar para presidente dos Estados Unidos, Barack Obama.

Em 22 de fevereiro de 2011 se apresentaram no Festival de Viña del Mar ganhando a tocha de prata, tocha dourada, gaivota de prata e gaivota dourada. Em abril do mesmo ano, anunciaram oficialmente a separação do grupo.

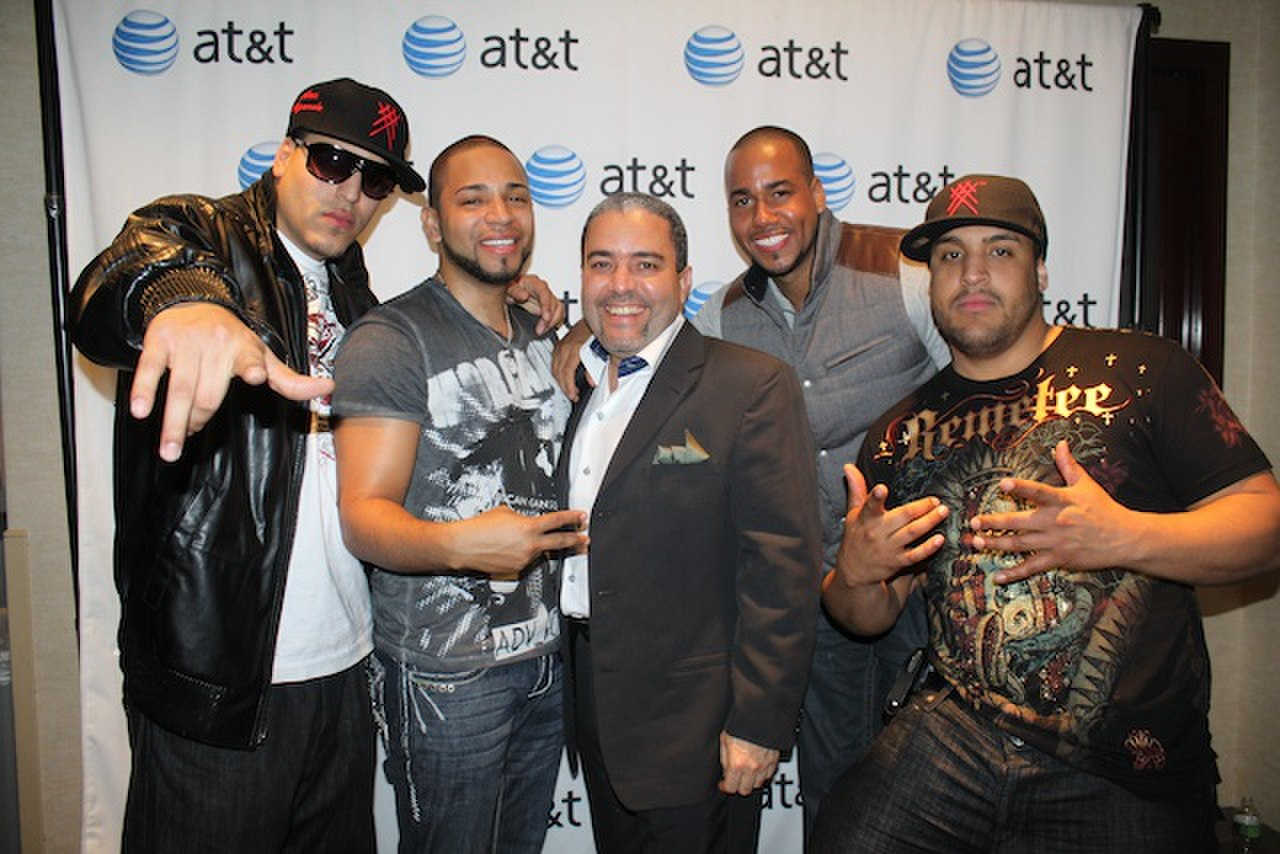
Grupo Aventura

### 2011–presente:Carreira Solo
Em 7 de abril de 2011, após o término do grupo Aventura, Romeo assinou um contrato com a Sony Music.

#### Fórmula Vol. 1 e The King Stays King: Sold Out at Madison Square Garden (2011-2013)
Em 9 de maio de 2011, ele lançou o single "You" do seu primeiro álbum solo "Fórmula, vol. 1". A canção alcançou o primeiro lugar nas paradas Hot Latin Songs e Tropical Songs.
O segundo single "Promise", contou com a participação do cantor de R&B Usher. Assim como o single anterior, a canção liderou as paradas Hot Latin Songs e Tropical Songs. 
O álbum "Fórmula, Vol. 1" em 8 de novembro de 2011 e contou com colaborações de Usher, La Mala Rodríguez, Mario Domm do trio Camila, Tomatito e Lil Wayne. Também contou com a super participação das lendas da bachata Antony "El Mayimbe" Santos, Luis Vargas e Raulin Rodriguez para "debaterem" na música "Debate de 4".
Em fevereiro de 2012, esgotou o Madison Square Garden em Nova Iorque nos dias 11, 23 e 24. A primeira noite deu início à turnê The King Stays King, que foi a turnê de seu primeiro álbum solo. Em 20 de agosto de 2012, uma versão ao vivo da música Llévame Contigo foi lançada como single para promover seu primeiro álbum ao vivo como artista solo.
Em 6 de novembro de 2012, lançou o álbum ao vivo The King Stays King: Sold Out at Madison Square Garden. O CD e DVD foram baseados nas três noites no MSG. Este é seu primeiro álbum ao vivo. O álbum alcançou a posição 65 na Billboard 200 e 1 na parada de álbuns latinos e tropicais da Billboard.
Em dezembro de 2012, esgotou duas vezes seguidas no Estádio Olímpico Félix Sánchez em Santo Domingo, República Dominicana, nos dias 15 e 22 daquele mês. Fato que entrou para história, pois lotou por duas noites um estádio com capacidade para mais de 50 mil pessoas.
Em fevereiro de 2013. desembarcou no Coliseu José Miguel Agrelot em San Juan, Porto Rico, nos dias 14 e 15 daquele mês. A turnê continuaria até julho de 2013.

#### Fórmula Vol. 2, Furious 7 e retorno do grupo Aventura (2013-2016)
Em 30 de julho de 2013, lançou o single "Propuesta Indecente" do álbum "Fórmula, Vol. 2". Uma mistura de bachata-tango que alcançou a primeira posição na parada de canções latinas da Billboard Hot. Recebeu o Prêmio Lo Nuestro de Canção Tropical do Ano em 2014. Em 2021, é a segunda canção latina de melhor desempenho de todos os tempos na parada. Durou na parada por 125 semanas, nas quais 4 delas foi top 1. Também alcançou a posição 1 nas paradas Billboard Latin e Tropical Airplay. O videoclipe deste single alcançou mais de 1 bilhão de visualizações no YouTube. Em 2022, tinha mais de 1,9 bilhão de visualizações.
Em 28 de janeiro de 2014, o segundo single, "Ódio", foi lançado. Contou com a participação do rapper canadense Drake. Alcançou a primeira posição no Billboard Hot Latin Songs e durou 13 semanas nessa posição. Também alcançou a posição número 1 nas paradas Billboard Latin e Tropical Airplay. Essa música foi a primeira em que Drake cantou em espanhol.
O álbum "Fórmula, Vol. 2 , foi lançado em 25 de fevereiro de 2014 e contou com colaborações de Drake, Nicki Minaj, Marc Anthony, Carlos Santana, Tego Calderón e do comediante Kevin Hart. Rapidamente se tornou o álbum latino mais vendido daquele ano.  Em 2020, o álbum foi premiado com o Billboard Top Latin Album da década no Billboard Latin Music Awards de 2020.
Em julho de 2014, ele esgotou um show duplo inteiro no Yankee Stadium nos dias 11 e 12 daquele mês. Foi o primeiro artista latino a se apresentar no estádio. Este show contou com uma reunião especial do Aventura para encerrar uma das noites.
Em julho de 2015, esgotou três noites no Barclays Center nos dias 10, 11 e 12 daquele mês.  A turnê continuaria até agosto de 2016.
Ainda em 2015, foi convidado por Vin Diesel, para interpretar o personagem Mando em Furious 7.
Em 2016 se reúne novamente com o grupo Aventura para promover um álbum de recapitulação e um mini-tour pelos Estados Unidos e América Latina.

#### Golden (2017-2018)
Em 10 de fevereiro de 2017, lançou a música "Héroe Favorito", single principal do seu terceiro álbum de estúdio, Golden. Romeo fez parceria com a Marvel Comics para projetar a arte da capa do single. Ele estreou em segundo na parada Billboard Hot Latin Songs e durou 13 semanas nessa posição. Também estreou no top 1 na Billboard Latin Airplay Chart e Tropical Airplay e durou 8 semanas nessa posição. O videoclipe foi lançado 4 dias depois, no Dia de São Valentim de 2018. Foi filmado em Los Angeles, Califórnia. Contou com a participação da atriz americana Génesis Rodríguez.
Em 23 de junho de 2017, lançou seu segundo single, "Imitadora", que alcançou a posição 5 na parada Billboard Hot Latin Songs. Também alcançou a posição número 1 na Billboard Latin Airplay Charts, que durou quatro semanas nessa posição, e na parada Tropical Airplay, que durou 10 semanas na posição. O videoclipe foi lançado em 18 de julho de 2017. Foi dirigido por Carlos Pérez e ganhou o prêmio de Melhor Vídeo de Bachata no Videoclip Awards 2018.
O álbum foi lançado em 21 de julho de 2017, dia de seu aniversário. Contou com colaborações com Swizz Beatz, Juan Luis Guerra, Ozuna , Nicky Jam, Daddy Yankee, Julio Iglesias e Jessie Reyez. Este foi seu primeiro álbum de estúdio a não fazer parte da série Fórmula. Foi nomeado para Melhor Álbum Latino no Billboard Music Awards 2018.
Em fevereiro de 2018, deu início à Golden Tour, da mesma forma que fez para a turnê The King Stays King em 2012. Ele mais uma vez esgotou o Madison Square Garden em Nova Iorque nos dias 15, 16 e 17 daquele mês. A turnê terminaria em fevereiro de 2019 com duas noites em San Juan, no Coliseu José Miguel Agrelot de Porto Rico nos dias 8 e 9 daquele mês.

#### Utopía e show para 80.000 pessoas no MetLife Stadium (2019-2021)
Em 5 de abril de 2019, lançou seu quarto álbum de estúdio, "Utopía", onde se uniu a pioneiros e lendas da bachata moderna tradicional. El Chaval De La Bachata, Frank Reyes, Raulin Rodriguez, Elvis Martinez, Kiko Rodriguez, Teodoro Reyes, Joe Veras, Zacarias Ferreira, Luis Vargas, Monchy & Alexandra e Anthony "El Mayimbe" Santos participaram do álbum e cada um deles mostrou uma versão do ritmo dominicano. Além de todos eles, o grupo Aventura também fez parte do álbum com o single "Inmortal", que foi o primeiro do álbum à ser lançado. Nas paradas, alcançou a posição 95 na Billboard Hot 100, a 5ª posição na Hot Latin Songs e a 1ª posição no Tropical Airplays. Todas as outras músicas do álbum ganharam videoclipes, com exceção da música "Bellas".
Em 21 de setembro de 2019, Romeo Santos fez história mais uma vez ao esgotar o MetLife Stadium, tornando-se o primeiro artista latino a alcançar tal feito. O concerto foi baseado no álbum "Utopía" e apresentava quase todos os artistas do álbum, incluindo os outros membros do Aventura. Cada artista não apenas cantou as músicas do álbum, mas também cantou um ou dois de seus maiores sucessos. Este concerto celebrou a história da bachata.
No mesmo ano, Romeo decidiu fazer uma turnê pela República Dominicana durante os meses de novembro e dezembro. Esses shows foram gratuitos e iam para diferentes vilas e cidades do país.
Em 25 de junho de 2021, um filme baseado no show do Metlife estreou no PPV e depois na HBO Max em 30 de julho de 2021. Em 20 de agosto de 2021, lançou a versão ao vivo da música "Inmortal". O álbum ao vivo foi lançado em 10 de setembro de 2021.
Em agosto de 2021 lançou com o grupo Aventura a música Volví em parceria com Bad Bunny.

#### Fórmula Vol. 3 (2022)
Em 8 de fevereiro de 2022, Romeo Santos anunciou que lançaria um novo álbum. Foi um boato, mas depois confirmado pelo próprio Romeo através das redes sociais. Seu primeiro single, "Sus Huellas", foi lançado em 14 de fevereiro de 2022. 
Em 1º de setembro de 2022, "Fórmula, Vol. 3" foi lançado, junto com o videoclipe do single "Sin Fin" que contou com a participação do cantor americano Justin Timberlake. Além de Justin, o álbum contou com colaborações de Rosalía, o veterano da bachata Luis Miguel Del Amargue, Christian Nodal, Chris Lebron, Lapiz Conciente e Katt Williams. Também contou com as lendas do merengue Fernando Villalona, Rubby Pérez, Toño Rosario e Ramon Orlando, que se uniram para a música "15.000 Noches". Romeo incluiu seu empresário Johnny Marines, o guitarrista ChiChi e o produtor MateTraxx para uma esquete que apresentava um personagem especial. Ele também incluiu seus 3 filhos na introdução junto com Williams. Romeo mencionou que uma das razões deste álbum ser o mais pessoal é o envolvimento de seus 3 filhos.

## Discografia
- Fórmula, Vol. 1 (2011)
- The King Stays King: Sold Out at Madison Square Garden (2012)
- Fórmula, Vol. 2 (2014)
- Golden (2017)
- Utopía (2019)
- Utopía Live from MetLife Stadium (2021)
- Fórmula, Vol. 3 (2022)

## Singles
| Título                                                        | Ano  | Posições de gráfico de pico | Posições de gráfico de pico | Posições de gráfico de pico | Certificações                                                                                                | Álbum                                                  |
| Título                                                        | Ano  | EUA                         | MEX                         | VEN                         | Certificações                                                                                                | Álbum                                                  |
| ------------------------------------------------------------- | ---- | --------------------------- | --------------------------- | --------------------------- | --- | ------------------------------------------------------ |
| "You"                                                         | 2011 | 97                          | —                           | —                           | - RIAA: 5× Platinum (Latin) - AMPROFON: Platinum                                                             | Fórmula, Vol. 1                                        |
| "Promise" (part. Usher)                                       | 2011 | 83                          | 14                          | —                           | - RIAA: 34× Platinum (Latin) - AMPROFON: 2× Platinum                                                         | Fórmula, Vol. 1                                        |
| "Mi Santa" (part. Tomatito)                                   | 2012 | —                           | —                           | —                           | - RIAA: 4× Platinum (Latin) - AMPROFON: Platinum+Gold                                                        | Fórmula, Vol. 1                                        |
| "All Aboard" (part. Lil Wayne)                                | 2012 | —                           | —                           | —                           | | Fórmula, Vol. 1                                        |
| "Rival" (part. Mario Domm)                                    | 2012 | —                           | 9                           | —                           | - AMPROFON: Platinum+Gold                                                                                    | Fórmula, Vol. 1                                        |
| "La Diabla"                                                   | 2012 | —                           | —                           | —                           | - RIAA: 3× Platinum (Latin) - AMPROFON: 2× Platinum                                                          | Fórmula, Vol. 1                                        |
| "Llévame Contigo"                                             | 2012 | —                           | —                           | —                           | - RIAA: 13× Platinum (Latin) - AMPROFON: Platinum+Gold                                                       | The King Stays King: Sold Out at Madison Square Garden |
| "Propuesta Indecente"                                         | 2013 | 79                          | 1                           | 1                           | - RIAA: 51× Platinum (Latin) - AMPROFON: Diamond+4× Platinum+Gold - FIMI: Platinum - PROMUSICAE: 3× Platinum | Fórmula, Vol. 2                                        |
| "Odio" (part. Drake)                                          | 2014 | 45                          | 25                          | —                           | - RIAA: 34× Platinum (Latin)                                                                                 | Fórmula, Vol. 2                                        |
| "Cancioncitas de Amor"                                        | 2014 | —                           | 6                           | —                           | - RIAA: 16× Platinum (Latin)                                                                                 | Fórmula, Vol. 2                                        |
| "Eres Mía"                                                    | 2014 | —                           | 7                           | 8                           | - RIAA: 39× Platinum (Latin) - AMPROFON: Diamond+Platinum - FIMI: Gold                                       | Fórmula, Vol. 2                                        |
| "Yo También" (part. Marc Anthony)                             | 2014 | —                           | —                           | —                           | - RIAA: 19× Platinum (Latin) - AMPROFON: 3× Platinum+Gold                                                    | Fórmula, Vol. 2                                        |
| "Hilito"                                                      | 2015 | —                           | —                           | —                           | - RIAA: 4× Platinum (Latin)                                                                                  | Fórmula, Vol. 2                                        |
| "Héroe Favorito"                                              | 2017 | 77                          | —                           | —                           | - RIAA: 5× Platinum (Latin)                                                                                  | Golden                                                 |
| "Imitadora"                                                   | 2017 | 91                          | —                           | —                           | - RIAA: 7× Platinum (Latin)                                                                                  | Golden                                                 |
| "Bella y Sensual" (part. Daddy Yankee e Nicky Jam)            | 2017 | 95                          | —                           | —                           | - RIAA: 6× Platinum (Latin) - AMPROFON: Diamond - FIMI: Gold - PROMUSICAE: 2× Platinum                       | Golden                                                 |
| "El Farsante (Remix)" (part. Ozuna)                           | 2018 | 49                          | —                           | —                           | | Single sem álbum                                       |
| "Sobredosis" (part. Ozuna)                                    | 2018 | —                           | —                           | —                           | - AMPROFON: 3× Platinum                                                                                      | Golden                                                 |
| "Carmín" (part. Juan Luis Guerra)                             | 2018 | —                           | —                           | —                           | | Golden                                                 |
| "Centavito"                                                   | 2018 | —                           | —                           | —                           | | Golden                                                 |
| "Ella Quiere Beber (Remix)" (part. Anuel AA)                  | 2018 | 61                          | —                           | —                           | - RIAA: Platinum (Latin) - FIMI: Gold                                                                        | Single sem álbum                                       |
| "Aullando" (part. Wisin & Yandel)                             | 2019 | 114                         | 7                           | 5                           | - RIAA: 22× Platinum (Latin) - AMPROFON: Diamond - FIMI: Gold - PROMUSICAE: Platinum                         | Los Campeones del Pueblo: The Big Leagues              |
| "Inmortal" (part. Aventura)                                   | 2019 | 95                          | —                           | 2                           | - RIAA: Diamond (Latin) - AMPROFON: Platinum                                                                 | Utopía                                                 |
| "La Demanda" (part. Raulín Rodríguez)                         | 2019 | —                           | —                           | —                           | | Utopía                                                 |
| "Payasos" (part. Frank Reyes)                                 | 2019 | —                           | —                           | —                           | | Utopía                                                 |
| "Canalla" (part. El Chaval de la Bachata)                     | 2019 | —                           | —                           | —                           | | Utopía                                                 |
| "Millonario" (part. Elvis Martínez)                           | 2019 | —                           | —                           | —                           | | Utopía                                                 |
| "Me Quedo" (part. Zacarías Ferreira)                          | 2019 | —                           | —                           | —                           | | Utopía                                                 |
| "Ileso" (part. Teodoro Reyes)                                 | 2019 | —                           | —                           | —                           | | Utopía                                                 |
| "Amor Enterrado (part. Joe Veras)                             | 2019 | —                           | —                           | —                           | | Utopía                                                 |
| "El Beso Que No Le Di" (part. Kiko Rodríguez)                 | 2019 | —                           | —                           | —                           | | Utopía                                                 |
| "Años Luz" (part. Monchy & Alexandra)                         | 2019 | —                           | —                           | —                           | | Utopía                                                 |
| "Los Últimos" (part. Luis Vargas)                             | 2019 | —                           | —                           | —                           | | Utopía                                                 |
| "La Mejor Versión de Mí (Remix)" (part. Natti Natasha)        | 2019 | —                           | 1                           | —                           | - RIAA: 6× Platinum (Latin)                                                                                  | Single sem álbum                                       |
| "Sigues Con Él (Remix)" (part. Arcángel and Sech)             | 2020 | —                           | —                           | —                           | | Los Favoritos 2                                        |
| "Nuestro Amor" (part. Alex Bueno)                             | 2020 | —                           | —                           | —                           | | Queda Algo                                             |
| "Tú Vas A Tener Que Explicarme (Remix)" (part. La Ross Maria) | 2020 | —                           | —                           | —                           | | Single sem álbum                                       |
| "Fan de Tus Fotos" (part. Nicky Jam)                          | 2021 | —                           | —                           | —                           | - AMPROFON: Gold - PROMUSICAE: Platinum                                                                      | Infinity                                               |
| "Sus Huellas"                                                 | 2022 | —                           | 5                           | —                           | - RIAA: 4× Platinum (Latin)                                                                                  | Fórmula, Vol. 3                                        |
| "Sin Fin" (part. Justin Timberlake)                           | 2022 | 100                         | —                           | —                           | - RIAA: Platinum (Latin)                                                                                     | Fórmula, Vol. 3                                        |
| "El Pañuelo" (part. ROSALÍA)                                  | 2022 | —                           | 1                           | —                           | - PROMUSICAE: Platinum - RIAA: Platinum (Latin)                                                              | Fórmula, Vol. 3                                        |
| "Bebo"                                                        | 2022 | —                           | —                           | —                           | - RIAA: Platinum (Latin)                                                                                     | Fórmula, Vol. 3                                        |
| "Me Extraño" (part. Christian Nodal)                          | 2022 | —                           | —                           | —                           | - RIAA: Platinum (Latin)                                                                                     | Fórmula, Vol. 3                                        |
| "SIRI" (part. Chris Lebron)                                   | 2022 | —                           | —                           | —                           | - RIAA: Gold (Latin)                                                                                         | Fórmula, Vol. 3                                        |

- A. ↑  "Llévame Contigo" não entrou na Billboard Hot 100, mas alcançou a 19ª posição na Bubbling Under Hot 100 Singles.

### Singles promocionais/Outras canções
| Ano  | Título                                                                                         | Posições de gráfico de pico nos EUA | Posições de gráfico de pico nos EUA | Certificações               | Álbum           |
| Ano  | Título                                                                                         | EUA Latino                          | EUA Tropical                        | Certificações               | Álbum           |
| ---- | ---------------------------------------------------------------------------------------------- | ----------------------------------- | ----------------------------------- | --------------------------- | --------------- |
| 2011 | "Que Se Mueran"                                                                                | 29                                  | 26                                  | - AMPROFON: Gold            | Formula, Vol. 1 |
| 2012 | "Soberbio"                                                                                     | 44                                  | —                                   | - AMPROFON: Gold            | Formula, Vol. 1 |
| 2012 | "Debate de 4" (participações: Antony Santos, Luís Vargas e Raulín Rodriguez)                   | 23                                  | 26                                  | - AMPROFON: Gold            | Formula, Vol. 1 |
| 2014 | "Animales" (participação Nicki Minaj)                                                          | 45                                  | —                                   |                             | Formula, Vol. 2 |
| 2014 | "Inocente"                                                                                     | 23                                  | —                                   |                             | Formula, Vol. 2 |
| 2014 | "7 Dias"                                                                                       | 32                                  | —                                   |                             | Formula, Vol. 2 |
| 2014 | "Amigo"                                                                                        | 30                                  | —                                   |                             | Formula, Vol. 2 |
| 2014 | "No Tiene La Culpa"                                                                            | 49                                  | —                                   |                             | Formula, Vol. 2 |
| 2014 | "Necio" (participação Carlos Santana)                                                          | 31                                  | —                                   | - RIAA: 3× Platinum (Latin) | Formula, Vol. 2 |
| 2017 | "Tuyo"                                                                                         | 36                                  | 18                                  |                             | Golden          |
| 2017 | "Perjurio"                                                                                     | 47                                  | 21                                  |                             | Golden          |
| 2022 | "Culpable" (participação Lapiz Conciente)                                                      | —                                   | —                                   |                             | Formula, Vol. 3 |
| 2022 | "15,500 Noches" (participações: Fernando Villalona, Rubby Pérez & Toño Rosario; Ramon Orlando) | —                                   | 13                                  |                             | Formula, Vol. 3 |
| 2022 | "Solo Conmigo"                                                                                 | —                                   | —                                   |                             | Formula, Vol. 3 |
| 2022 | "Suegra"                                                                                       | —                                   | —                                   |                             | Formula, Vol. 3 |
| 2022 | "La Ultima Vez"                                                                                | —                                   | —                                   |                             | Formula, Vol. 3 |

### Participações
| Ano  | Título                                                                 | Posições de gráfico de pico | Posições de gráfico de pico | Posições de gráfico de pico | Álbum                                           |
| Ano  | Título                                                                 | EUA                         | MEX                         | VEN                         | Álbum                                           |
| ---- | ---------------------------------------------------------------------- | --------------------------- | --------------------------- | --------------------------- | ----------------------------------------------- |
| 2006 | "No, No, No" (Thalía part. Romeo Santos)                               | —                           | —                           | —                           | El Sexto Sentido Re+Loaded                      |
| 2007 | "Me Voy (Remix)" (Héctor Acosta part. Romeo Santos)                    | —                           | —                           | —                           | Mitad/Mitad                                     |
| 2012 | "Rags To Riches (Spanglish Version)" (Tony Bennett part. Romeo Santos) | —                           | —                           | —                           | Viva Duets                                      |
| 2013 | "Reza Por Mi" (Draco Rosa part. Romeo Santos)                          | —                           | —                           | —                           | Vida                                            |
| 2013 | "Frio Frio (Live)" (Juan Luis Guerra part. Romeo Santos)               | —                           | —                           | —                           | Asondeguerra Tour                               |
| 2013 | "Loco" (Enrique Iglesias part. Romeo Santos)                           | 80                          | 1                           | 70                          | Sex and Love                                    |
| 2014 | "Margarita" (Carlos Santana part. Romeo Santos)                        | —                           | —                           | —                           | Corazón                                         |
| 2015 | "Masoquismo" (Antony Santos part. Romeo Santos)                        | —                           | —                           | —                           | Single sem álbum                                |
| 2018 | "Bellas" (Antony Santos part. Romeo Santos)                            | —                           | —                           | —                           | La Historia De Mi Vida: El Final, Vol. 1;Utopía |
| 2020 | "Como Yo (Remix)" (Luis Segura part. Romeo Santos)                     | —                           | —                           | —                           | El Papá De La Bachata, Su Legado - Añoñado IV   |

## Filmografia
A sua primeira aparição no cinema foi no filme dominicano 2007 "Sanky Panky" como ele mesmo ao lado de seus colegas membros do grupo Aventura actuando ao vivo em Altos de Chavón, na República Dominicana. Romeo Santos fez sua estreia em Hollywood no filme Furious 7, lançado em abril de 2015, junto com Vin Diesel, Dwayne Johnson e Paul Walker. Ele estava nervoso em atuar no Fast & Furious 7, mas o elenco o fez sentir bem-vindo.
Romeo também foi a voz do personagem Early Bird no filme de 2016 Angry Birds: O Filme.

### Filmes
| Ano  | Titulo               | Papel                          |
| ---- | -------------------- | ------------------------------ |
| 2007 | Sanky Panky          | Ele mesmo com o grupo Aventura |
| 2015 | Fast & Furious 7     | Mando                          |
| 2016 | Angry Birds: O Filme | Early Bird (Voz)               |

### Documentário
- Romeo Santos: King of Bachata (2021)